# Horní Lomná
Horní Lomná település Csehországban, a Frýdek-místeki járásban. Horní Lomná Dolní Lomná, Morávka, Klokocsóvölgy, Berekfalu és Trencsénrákó településekkel határos. Lakosainak száma 367 fő (2024. január 1.).

## Népesség
A település lakosságának változását az alábbi diagram mutatja:
| Lakosok száma | 524  | 524  | 601  | 542  | 499  | 394  | 381  | 381  | 356  | 367  |
|               | 1869 | 1890 | 1921 | 1950 | 1980 | 2001 | 2017 | 2019 | 2022 | 2024 |